# Воля-Моравіцька
Воля-Моравіцька (пол. Wola Morawicka) — село в Польщі, у гміні Моравиця Келецького повіту Свентокшиського воєводства.
Населення — 1000 осіб (2011).
У 1975-1998 роках село належало до Келецького воєводства.

## Демографія
Демографічна структура на день 31 березня 2011 року:
|          | Загалом | Допрацездатний вік | Працездатний вік | Постпрацездатний вік |
| -------- | ------- | ------------------ | ---------------- | -------------------- |
| Чоловіки | 490     | 101                | 365              | 24                   |
| Жінки    | 510     | 123                | 307              | 80                   |
| Разом    | 1000    | 224                | 672              | 104                  |